# آمیلکار باربوی
آمیلکار باربوی با نام کامل (به پرتغالی: Amílcar Barbuy) هافبک اهل برزیل است که در شهر Rio das Pedras و در تاریخ ۲۹ مارس ۱۸۹۳ به دنیا آمده‌است.
آمیلکار باربوی در تیم‌های فوتبال کورینتیانس سابقهٔ حضور دارد.